# Макс Манус: Людина війни
«Макс Манус: Людина війни» — фільм 2008 року.

## Зміст
Макс Манус належав до тих людей, чия особистість почала формуватися під час Другої світової війни. Йому ледь виповнилося 20, коли рідну Норвегію захопили гітлерівські війська. Макс не змирився з присутністю окупантів. Він вступив до лав норвезького опору і незабаром став командувати великим загоном. Його зухвалість, тактична кмітливість та ненависть до нацистів зробили його найстрашнішим ворогом для вермахту.